# Orionistki
Orionistki, Siostry Małe Misjonarki Miłosierdzia (łac. Congregatio Parvarum Missionariarum a Misericordia – SMM, wł. Piccole Suore Missionarie Della Carità (Don Orione) - PSMC) – żeńskie katolickie zgromadzenie zakonne założone 29 czerwca 1915 r. przez św. Alojzego Orione w Tortonie w Uroczystość Świętych Apostołów Piotra i Pawła.
Dom generalny Zgromadzenia znajduje się w Rzymie. Siostry Orionistki posiadają pięć Prowincji: we Włoszech, Polsce, Argentynie, Brazylii, Chile, a także Delegację na Madagaskarze, Vice-delegację w Kenii oraz utworzoną w 2015 roku Vice-delegację skupiającą wspólnoty w Togo i na Wybrzeżu Kości Słoniowej.
Siostry z tego zgromadzenia obok trzech ślubów: czystości, ubóstwa i posłuszeństwa składają czwarty – ślub miłości. Poprzez ten ślub zobowiązują się do osobistego i wspólnotowego świadczenia miłości oddając swoje życie do dyspozycji Kościoła i Papieża w czynnej ewangelizacji i dziełach miłosierdzia. Na swoje powołanie odpowiadają ewangelicznymi uczynkami miłości i miłosierdzia co do ciała i co do duszy zgodnie z potrzebami Kościoła, czasu i okoliczności.
Charyzmat Sióstr Małych Misjonarek Miłosierdzia wyraża się w "czterech miłościach" św. Alojzego Orione: Jezus, Maryja, Papież, Dusze. Ich głównym celem jest osiągnięcie świętości poprzez zachowanie składanych ślubów oraz pełnienie miłosierdzia względem ubogich, najbardziej oddalonych od Boga oraz najbardziej opuszczonych, aby ich doprowadzić do poznania i umiłowania Jezusa Chrystusa, Papieża i Kościoła świętego przez nauczanie doktryny chrześcijańskiej i praktykę dzieł ewangelicznego miłosierdzia.
W 2015 roku Zgromadzenie obchodziło 100-lecie założenia.

## Orionistki w Polsce
W Polsce początek obecności Sióstr Małych Misjonarek Miłosierdzia datuje się od 2 lutego 1924 roku. Wtedy właśnie do Zgromadzenia wstąpiła pierwsza postulantka.
Prowincja Polska p. w. Najświętszej Maryi Panny Częstochowskiej składa się z 23 wspólnot.
Polskie siostry działają także w międzynarodowych wspólnotach misyjnych na Madagaskarze, na Wybrzeżu Kości Słoniowej, w Kenii, Filipinach i Togo.
Główne formy apostolatu to pielęgniarstwo i inna posługa chorym, katechizacja i praca wychowawczo – pedagogiczna,  promocja ludzka ubogich, kobiet, samotnych matek, osób zagrożonych wykluczeniem społecznym; posługa w parafiach i na misjach.